# Хамза Алаа
Хамза Алаа (араб. حمزة علاء, нар. 1 березня 2001, Каїр) — єгипетський футболіст, воротар клубу «Аль-Аглі».
Виступав за олімпійську збірну Єгипту.

## Клубна кар'єра
Народився 1 березня 2001 року в Каїрі. Вихованець футбольної школи клубу «Аль-Аглі». До заяви його головної команди почав потрапляти з 2020 року, проте лише як резервний голкіпер, і дебютував в офіційних іграх у її складі лише у серпні 2022 року.

## Виступи за збірні
З 2023 року залучається до складу молодіжної збірної Єгипту. На молодіжному рівні зіграв у 5 офіційних матчах, пропустив 2 голи.
2024 року був включений до заявки олімпійської збірної Єгипту для участі у футбольному турнірі на тогорічних Олімпійських іграх у Парижі.

## Статистика виступів

### Статистика клубних виступів
Станом на 24 липня 2024
| Сезон             | Команда           | Чемпіонат         | Чемпіонат | Чемпіонат | Національний кубок | Національний кубок | Національний кубок | Континентальні кубки | Континентальні кубки | Континентальні кубки | Інші змагання      | Інші змагання | Інші змагання | Усього | Усього | Усього |
| Сезон             | Команда           | Ліга              | Ігор      | Голів     | Ліга               | Ігор               | Голів              | Ліга                 | Ігор                 | Голів                | Ліга               | Ігор          | Голів         | Ігор   | Голів  |        |
| ----------------- | ----------------- | ----------------- | --------- | --------- | ------------------ | ------------------ | ------------------ | -------------------- | -------------------- | -------------------- | ------------------ | ------------- | ------------- | ------ | ------ | ------ |
| 2020–21           | «Аль-Аглі»        | 1Л                | 0         | 0         | КЄ                 | 0                  | 0                  |                      | -                    | -                    |                    | -             | -             | 0      | 0      |        |
| 2021–22           | «Аль-Аглі»        | 1Л                | 1         | 0         | КЄ                 | 0                  | 0                  | ЛЧ                   | 0                    | 0                    | СК КАФ+КЧС         | -             | -             | 1      | 0      |        |
| 2022–23           | «Аль-Аглі»        | 1Л                | 0         | 0         | КЄ                 | 0                  | 0                  | ЛЧ                   | 0                    | 0                    | СКЄ+КЧС            | 0             | 0             | 0      | 0      |        |
| 2023–24           | «Аль-Аглі»        | 1Л                | 0         | 0         | КЄ                 | 0                  | 0                  | ЛЧ                   | 0                    | 0                    | СКЄ+СК КАФ+КЧС+КЧС | 0             | 0             | 0      | 0      |        |
| Усього за кар'єру | Усього за кар'єру | Усього за кар'єру | 1         | 0         |                    | 0                  | 0                  |                      | 0                    | 0                    |                    | 0             | 0             | 1      | 0      |        |

## Титули і досягнення
- Чемпіон Єгипту (1):

«Аль-Аглі»: 2022/23
- Володар Кубка Єгипту (2):

«Аль-Аглі»: 2021/22, 2022/23
- Володар Суперкубка Єгипту (2):

«Аль-Аглі»: 2021, 2022, 2023
- Володар Суперкубка КАФ (1):

«Аль-Аглі»: 2021
- Переможець Ліги чемпіонів КАФ (2):

«Аль-Аглі»: 2022-2023, 2023-2024